# Robin Carpenter
Robin Carpenter (* 20. Juni 1992 in Philadelphia) ist ein US-amerikanischer Radrennfahrer.

## Sportlicher Werdegang
in der Saison 2012 wurde Carpenter Mitglied im Chipotle-First Solar Development Team und trat erstmals außerhalb von Amerika in Erscheinung. Zur Saison 2013 wechselte er zum damaligen Hincapie Sportswear Development Team, für das er bis 2017 an den Start ging. Seinen ersten Erfolg erzielte er mit einem Etappensieg bei der Tour of Utah 2016. Im selben Jahr gewann er noch die Gesamtwertung der Tour of Alberta mit dem kleinstmöglichen Vorsprung von einer Sekunde. Ein Jahr später gewann er unter anderem die Gesamtwertung des Joe Martin Stage Race und des Cascade Cycling Classic. 
Zur Saison 2018 erhielt Carpenter einen Vertrag beim UCI ProTeam Rally Cycling. Nach dem Gewinn der Bergwertungen bei der Deutschland Tour 2018 und der Luxemburg-Rundfahrt 2019 konnte er in der Saison 2021 auf der UCI ProTour eine Etappe der Tour of Britain für sich entscheiden. Nach fünf Jahren für das Team wechselte er zur Saison 2023 zum US-amerikanischen Continental Team L39ION of Los Angeles. 

## Erfolge
2016
- Gesamtwertung Tour of Alberta
- eine Etappe Tour of Utah

2017
- Gesamtwertung Cascade Cycling Classic
- Punktewertung Tour de Beauce
- Winston-Salem Cycling Classic
- Gesamtwertung, eine Etappe und Punktewertung Joe Martin Stage Race

2018
- Bergwertung Deutschland Tour

2019
- Bergwertung Luxemburg-Rundfahrt

2021
- eine Etappe Tour of Britain